# Botrynema ellinorae
Botrynema ellinorae ist eine Quallen-Art aus der Familie der Halicreatidae. Sie findet sich ausschließlich in arktischen Meeren.

## Merkmale
Botrynema ellinorae hat einen Durchmesser von bis zu 25 Millimeter und hat acht breite Radiärkanäle, an deren Außenseite auch die ovalen Keimdrüsen zu finden sind. In jedem Oktanten (den acht Körperabschnitten) sitzen je zwei Gruppen von 11–12 Tentakeln, kreisförmig um den Rand sitzen noch einmal acht einzeln stehende Tentakel. Zwischen den Tentakelgruppen platziert finden sich jeweils 3 keulenförmige Sinnesorgane. Der Schirm ist mitteldick und konisch halbrund, an der Spitze schwach verdickt, ein Fortsatz an der Spitze fehlt jedoch, wodurch sie sich von Botrynema brucei unterscheidet.

## Verbreitung
Botrynema ellinorae findet sich ausschließlich in arktischen Gewässern.